# المنهارة (أسلم)

تعديل مصدري - تعديل

المنهارة هي إحدى قرى عزلة أسلم الوسط بمديرية أسلم التابعة لمحافظة حجة، بلغ تعداد سكانها 172 نسمة حسب تعداد اليمن لعام 2004.